# Stenomacrus brevipennis
Stenomacrus brevipennis är en stekelart som först beskrevs av William Harris Ashmead 1902.  Stenomacrus brevipennis ingår i släktet Stenomacrus och familjen brokparasitsteklar. Inga underarter finns listade i Catalogue of Life.